# Evippa aequalis
Evippa aequalis là một loài nhện trong họ Lycosidae.
Loài này thuộc chi Evippa. Evippa aequalis được Mark Alderweireldt miêu tả năm 1991.